# 9-й Нью-Йоркский пехотный полк
9-й Нью-Йоркский добровольческий пехотный полк (англ. 9th New York Volunteer Infantry Regiment, он же Hawkins’ Zouaves), — один из пехотных (зуавских) полков армии Союза во время Гражданской войны в США. Полк был сформирован в апреле 1861 года сроком на 2 года, участвовал в некоторых сражениях на востоке от сражения при Роанок-Айленд до осады Саффолка. В мае 1863 года полк был расформирован из-за истечения срока службы. Часть рядовых была переведена в 3-й Нью-Йоркский полк.

## Формирование
В 1860 году полковник Раш Хоукинс, который в годы мексиканской войны служил во 2-м драгунском полку, сформировал зуавскую роту размером в 60 человек. В апреле 1861 года эту роту расширили до 750 человек. 23 апреля 6 рот были приняты на службы штату Нью-Йорк, а 27 апреля приняли остальные четыре роты. 4 мая капитан Хайман принял несколько рот на федеральную службу сроком на два года. 13 мая полк официально был назван «9-й Нью-Йоркский»; Раш Хоукинс официально был избран полковником, Джордж Беттс подполковником, а Эдвард Кимбалл майором.
Полк был набран в основном в Нью-Йорке, но некоторые рядовые были набраны в Олбани, Бруклине, Гайд-Парке, Грин-Пойнте, Мамаронеке, Монт-Верноне, Ньюберге, на острове Статен, в Синг-Синге и Уильямсборо. Некоторые были набраны в Коннектикуте, Нью-Джерси и Канаде.
8 и 30 мая полк получил 40 Спрингфилдов и 680 мушкетов образца 1842 года (калибра 69.). 5 июня полк получил 100 лагерных палаток.

## Боевой путь
5 июня полк покинул Нью-Йорк и 9 июня прибыл в Ньюпорт-Ньюс, где включён в группу полков, составлявшую часть Вирджинского департамента. 5 июля во время перестрелки на реке Джеймс рота F потеряла 5 человек пленными. С 26 по 29 августа роты C, G и Н участвовал в экспедиции на остров Гаттераса. Эти роты участвовали в бомбардировке и захвате фортов Гаттерас и Кларк. 10 сентября роты A, D, E, F и I также переместились в форт Кларк, а роты В и К остались в Ньюпорт-Ньюс до 5 октября.
В январе 1862 года начала планироваться экспедиция Бернсайда в Северную Каролину, поэтому 3 февраля полк был включён в состав экспедиции и введён в бригаду Парка. 7 февраля полк прибыл на остров Роанок, где на следующий день принял участие в сражении при Роанок-Айленд, где ходил в штыковую атаку на укрепления противника. В этом бою было потеряно 13 человек ранеными (трое потом умерли от ран). 18 февраля полк участвовал в экспедиции на реку Чован, где 20 сентября захватил и разрушил город Уинтон.